# Halifax (azienda)
Halifax (precedentemente nota come Halifax Building Society e colloquialmente nota come The Halifax) è una banca britannica che opera come divisione commerciale della Bank of Scotland, che è una sussidiaria del Lloyds Banking Group. Prende il nome dalla città di Halifax, nel West Yorkshire, dove è stata fondata come società di costruzioni nel 1853. È diventata la più grande società di costruzioni del Regno Unito.

## Storia

### Formazione
È stata costituita nel 1853 come Halifax Permanent Benefit and Investment Society. L'idea è stata concepita in una sala riunioni situata sopra l'Old Cock Inn vicino all'edificio originale della Building Society. Come tutte le prime società di costruzioni, lo scopo della società era il reciproco vantaggio dei lavoratori locali. Gli investitori con liquidità in eccesso investivano nella società ricevendo interessi e i mutuatari potevano accedere a prestiti per finanziare l'acquisto di una casa.
A differenza di molte società di costruzioni britanniche che sono diventate grandi attraverso acquisizioni e fusioni, Halifax ha scelto una forma di crescita organica e ha proceduto all'apertura di filiali in tutto il Regno Unito. Nel 1913 era la più grande impresa di costruzioni del paese. Il primo ufficio a Londra è stato aperto nel 1924 e i primi uffici in Scozia nel 1928.

### La fusione tra Halifax Building Society
Nel 1928, si è fusa con Halifax Equitable Building Society, la seconda più grande società di costruzioni ed è stata ribattezzata Halifax Building Society. La società era ora cinque volte più grande del suo rivale, con un patrimonio di 47 milioni di sterline.
Una nuova sede è stata costruita su Trinity Road nel 1973. Il caratteristico edificio a forma di diamante è stato utilizzato negli anni '80 e '90. Sotto l'edificio c'è un ufficio per atti appositamente costruito che venne utilizzato per conservare gli atti di proprietà per un carico di 10 libbre. Era computerizzato e in origine poteva essere riempito con gas Halon in caso di incendio, anche se alla luce degli effetti ambientali di questo gas se rilasciato, poté essere sostituito con altri sistemi ignifughi. La sua importanza è diminuita negli ultimi anni poiché i dati sulle proprietà sono ora conservati in un database centrale gestito dall'HM Land Registry.
La società ha continuato a crescere di dimensioni per tutto il XX secolo, diventando la più grande società di costruzioni del Regno Unito. La deregolamentazione del settore dei servizi finanziari negli anni '80 ha visto l'approvazione del Construction Companies Act 1986, che ha consentito alle aziende una maggiore libertà finanziaria e diversificazione in altri mercati. La società ha acquisito un agente immobiliare per completare la propria attività di mutuo. Si è inoltre ampliata offrendo conti correnti e carte di credito, servizi tradizionalmente offerti dalle banche commerciali. Nel 1993 ha fondato una filiale spagnola, Banco Halifax Hispania, che si rivolge principalmente ai clienti ipotecari espatriati britannici.

### Demutualizzazione
La legge del 1986 ha inoltre consentito alle società di costruzioni di demutualizzare e diventare società per azioni. Sebbene Abbey National sia stata demutualizzata nel 1989, il processo non è stato ripetuto fino alla fine degli anni '90, quando la maggior parte delle grandi aziende hanno annunciato piani di demutalizzazione. Nel 1995, la società annunciò che si sarebbe fusa con la Leeds Permanent Construction Company e sarebbe diventata una società a responsabilità limitata, quotata alla Borsa di Londra. Il 2 giugno 1997 più di 7,5 milioni di clienti di Halifax sono diventati azionisti della nuova banca, la più grande estensione di azionisti nella storia del Regno Unito.
La nuova banca era la quinta più grande del Regno Unito in termini di capitalizzazione di mercato. L'espansione è avvenuta con l'acquisizione nel 1996 di Clerical Medical Fund Managers, una compagnia di assicurazioni sulla vita del Regno Unito. Nel 1999 ha acquisito Birmingham Midshires Building Society e ComparetheLoan. Nel 2000 ha fondato Intelligent Finance, una banca telefonica e basata su Internet.
È rimasta una società di costruzioni fino al 2016. Nel 2001, un'ondata di consolidamento nel mercato bancario del Regno Unito ha portato all'accordo di fusione di 10,8 miliardi di sterline con la Bank of Scotland. Il nuovo gruppo si chiamerà Halifax Bank of Scotland, con sede a Edimburgo, e ha manterrà sia Halifax che Bank of Scotland come marchi. Le filiali nel resto del paese utilizzano il marchio Bank of Scotland per le banche commerciali. Nel 2006, la Bank of Scotland, la principale banca al dettaglio della Repubblica d'Irlanda, ha annunciato che avrebbe rinominato la sua attività di vendita al dettaglio come Halifax, adducendo come uno dei motivi l'esposizione del pubblico irlandese alla pubblicità di Halifax su ITV. Il nome della Bank of Scotland sarebbe stato mantenuto per le banche commerciali. 
Nel 2006 è stato approvato l'HBOS Group Reorganization Act 2006. Lo scopo della legge era semplificare la struttura aziendale di HBOS. La legge è entrata pienamente in vigore il 17 settembre 2007 e le attività e le passività di Halifax sono state trasferite alla Bank of Scotland. Il marchio doveva essere mantenuto come nome commerciale, non esistente più come entità legale.

### L'acquisizione di Lloyds Banking Group
HBOS è stata acquisita da Lloyds Banking Group nel gennaio 2009 a causa del calo dei prezzi delle azioni e delle speculazioni sul suo futuro. Bank of Scotland, compresi i suoi marchi come Halifax, sono diventati una consociata interamente controllata del gruppo.
Nel febbraio 2009, Halifax ha apportato modifiche significative ai suoi conti correnti. Da allora in poi, tutti i nuovi conti correnti standard avevano zero interessi di credito e debito, oltre a spese pagabili e non pagate, che in precedenza erano fino a £ 35, Halifax ha sostituito il suo conto Easycash di base, senza commissioni non pagate e ha sostituito tutte le carte VISA Electron con carte di debito VISA. 
Il 16 ottobre 2009, Halifax Estate Agency è stata venduta a LSL Properties per un corrispettivo di 1 sterlina. Le filiali sono state ribattezzate come uno dei marchi esistenti di LSL, Reeds Rains.
Il 14 novembre 2009, è stata colpita da un blackout che ha interessato tutte le filiali, gli sportelli automatici e l'online banking. La banca ha affermato che l'interruzione di corrente si è verificata in un centro IT a Copley, nel West Yorkshire, causando vari problemi al sistema bancario. Il sistema bancario online non si è ripreso dall'interruzione di corrente dopo diverse ore.